# Ardelles
Ardelles är en kommun i departementet Eure-et-Loir i regionen Centre-Val de Loire i norra Frankrike. Kommunen ligger i kantonen Châteauneuf-en-Thymerais som tillhör arrondissementet Dreux. År 2022 hade Ardelles 210 invånare.

## Befolkningsutveckling
Antalet invånare i kommunen Ardelles
Referens:INSEE